# Барочный мост
Ба́рочный мост — автодорожный металлический балочный мост через реку Карповку в Петроградском районе Санкт-Петербурга, соединяет Петроградский и Аптекарский острова. 

## Расположение
Расположен по оси Барочной улицы.
Выше по течению находится Карповский мост, ниже — Молодежный мост.
Ближайшая станция метрополитена — «Чкаловская».

## Название
Название моста известно с 1930-х годов и дано по наименованию Барочной улицы.

## История
Мост сооружён в 1914 году по проекту инженера А. П. Пшеницкого и был предназначен в основном для пропуска трамваев в Крестовский трамвайный парк (с 1920-х годов — трамвайный парк им. А. К. Скороходова).
В связи с закрытием в 2003 году трамвайного парка, трамвайное движение по мосту прекращено. В начале 2008 года с Барочной улицы и с моста сняли трамвайные рельсы, отремонтировали дорожное покрытие.

## Конструкция
Мост однопролётный металлический балочный. Пролётное строение состоит из клепаных двутавровых балок, объединённых поперечными связями, с отверстием в свету 13,8 м. Высота вертикальных листов балок — 1,25 м. Поверху балок уложено лотковое железо, покрытое сверху бетоном и асфальтобетоном. Устои бутовой кладки с плитной гранитной облицовкой, возведены на свайных фундаментах с бетонными подушками. Общая длина моста составляет 29,1 м, ширина моста — 15,1 м.
Мост предназначен для движения автотранспорта и пешеходов. Проезжая часть моста включает в себя 2 полосы для движения автотранспорта. Покрытие проезжей части и тротуаров — асфальтобетон. Тротуары отделены от проезжей части высоким гранитным парапетом. Перильное ограждение металлическое, художественной ковки, завершается на устоях гранитными тумбами.